# Bruma
Bruma, właśc. Armindo Tué Na Bangna (wym. [ˈbɾumɐ], ur. 24 października 1994 w Bissau) – portugalski piłkarz pochodzenia gwinejskiego występujący na pozycji skrzydłowego. Wychowanek Sportingu, reprezentant Portugalii.

## Kariera klubowa
Urodzony w Bissau zawodnik przeniósł się do Portugalii w 2007 jeszcze przed swoimi 13 urodzinami. Tam też dołączył do akademii Sportingu. Począwszy od grupy do lat 14 przeszedł wszystkie szczeble piłkarskiego rozwoju (U-14, U-15, U-17, U-19). W sezonie 2011/2012 wraz ze Sportingiem został mistrzem Portugalii w kategorii wiekowej do lat 18. We wszystkich drużynach juniorskich zdobył więcej niż 80 goli.
Przed sezonem 2012/2013 został włączony do składu drużyny rezerw – Sportingu B, który występuje w portugalskiej drugiej lidze. W swoim debiutanckim sezonie wśród seniorów rozegrał 25 meczów w rozgrywkach Segunda Liga, przy czym ostatni z nich w lutym 2013. Stało się tak dlatego, że przyjściu do klubu trenera Jesualda Ferreiry Bruma awansował do pierwszego zespołu. W drugiej części sezonu wystąpił w 13 meczach Primeira Liga (11 razy w podstawowym składzie). Debiutował 10 lutego w meczu z CS Marítimo, zaś pierwszą bramkę strzelił tydzień później w meczu z Gil Vicente FC.
W 2013 za sumę 10 mln euro został sprzedany do tureckiego Galatasaray SK, z którym podpisał pięcioletni kontrakt. 13 września zadebiutował w Süper Lig w zremisowanym spotkaniu 1:1 przeciwko Antalyaspor. Pięć dni później w zadebiutował w meczu Ligi Mistrzów przeciwko Realowi Madryt. Bruma pojawił się na boisku w 62 minucie zmieniając Engina Baytara.
Pod koniec stycznia 2014 został wypożyczony do końca sezonu do Gaziantepsporu.
14 lipca 2015 został wypożyczony do końca sezonu do Realu Sociedad.

## Kariera reprezentacyjna

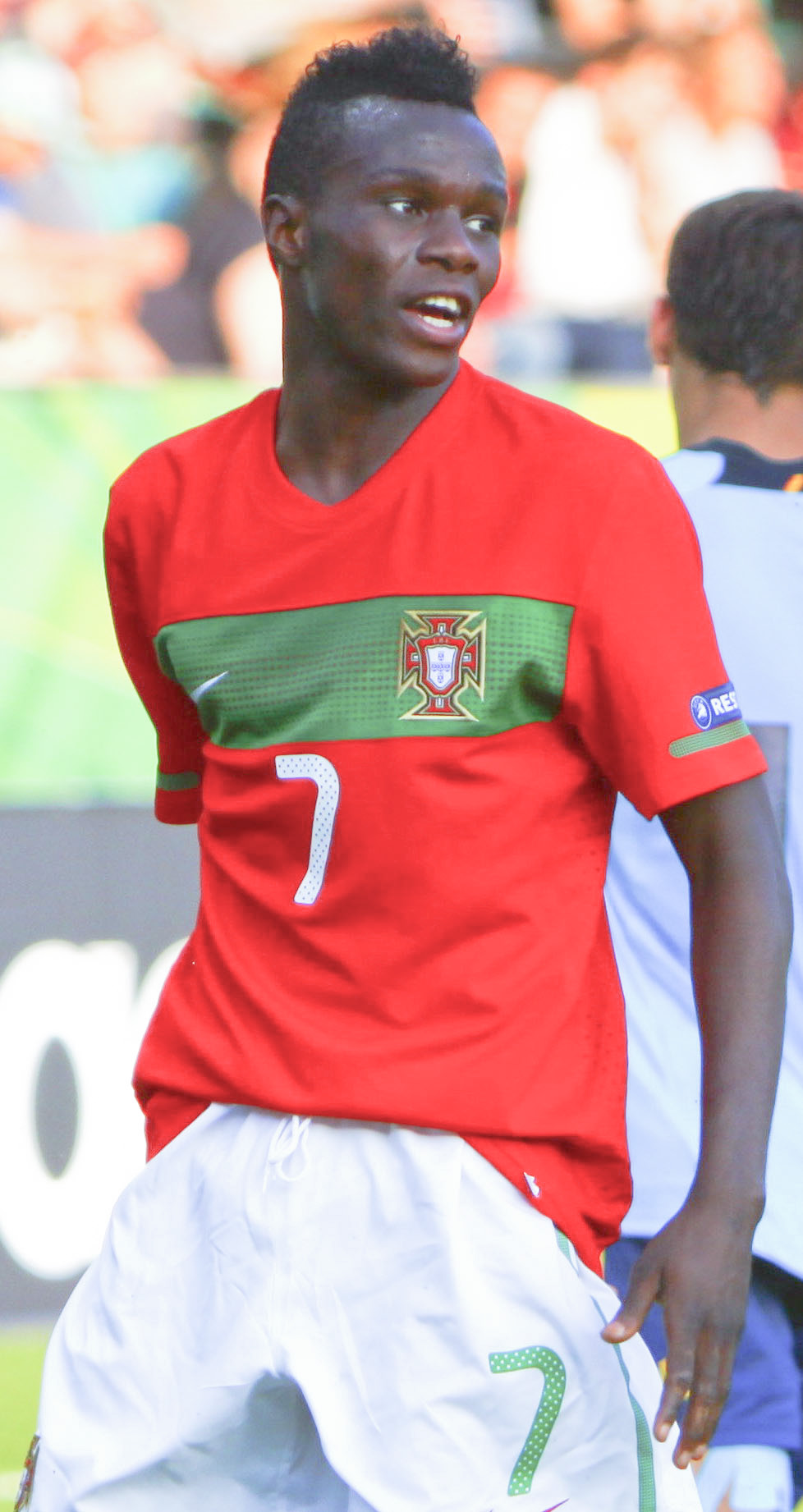
Bruma w barwach reprezentacji Portugalii.

Bruma w oficjalnym meczu reprezentacji Portugalii zadebiutował 9 kwietnia 2009 w meczu towarzyskim z drużyną Bułgarii (zespoły do lat 15). Strzelił wówczas jedyną bramkę spotkania.
W 2010 wziął udział w Mistrzostwach Europy do lat 17. Podczas turnieju w Liechtensteinie wystąpił we wszystkich trzech spotkaniach grupowych, jednak Portugalia nie zdołała awansować dalej. W styczniu 2010, trzy miesiące po skończeniu 15 lat, Armindo zadebiutował w zespole do lat 18.
We wrześniu 2010 (półtora miesiąca przed 16 urodzinami) zadebiutował w reprezentacji U-19. W kolejnym roku bez powodzenia walczył z zespołem do lat 17 o awans do finałów Mistrzostw Europy. W sumie w drużynach juniorskich (do U-18 włącznie) skrzydłowy Sportingu wystąpił 24 razy i strzelił 9 bramek.
To czego nie udało się dokonać z drużyną do lat 17, udało się z reprezentacją w kategorii wiekowej o dwa lata starszej. Na Euro U-19 w Estonii w maju 2012 roku Bruma wystąpił w trzech meczach fazy grupowej strzelając jedną bramkę, jednak ponownie nie udało mu się awansować do dalszej fazy rozgrywek.
W marcu 2013 Bruma zadebiutował na kolejnym, już szóstym szczeblu wiekowym – w reprezentacji U-20. Mimo tego na początku czerwca tego samego roku brał udział w eliminacjach do Euro U-19 na Litwie. Kilka dni później otrzymał powołanie na Mistrzostwa Świata U-20 w Turcji.
W październiku 2013 zadebiutował w drużynie do lat 21.
10 listopada 2017 zadebiutował w dorosłej kadrze w wygranym 3:0 meczu z Arabią Saudyjską.

## Życie osobiste
Starszym bratem Arminda jest Buomesca Tué Na Bangna znany jako Mesca – piłkarz, skrzydłowy, który z juniorów Sportingu trafił następnie do Chelsea i Fulham.